# Шалагиновы
Шалагиновы — деревня в Котельничском районе Кировской области в составе Юрьевского сельского поселения.

## География
Располагается на расстоянии примерно 14 км по прямой на север-северо-восток от райцентра города Котельнич на правом берегу реки Молома.

## История
Известна с 1671 года как деревня «Криницынская Тимошки Бобишева» с 1 двором. В 1764 году в деревне Криницынской уже отметили 82 жителя. В 1873 году здесь (Крыницынская или Шалагиновы) дворов 15 и жителей 88, в 1905 25 и 188, в 1926 29 и 148, в 1950 32 и 142, в 1989 оставалось 60 человек. Настоящее название утвердилось с 1939 года.

## Население
Постоянное население  составляло 31 человек (русские 97%) в 2002 году, 13 в 2010.